# Slazenger
Slazenger est une entreprise anglaise essentiellement spécialisée dans le tennis, le cricket, le golf et les sports de raquette en général en produisant à la fois des vêtements, des équipements, des balles et des raquettes.
Slazenger fut un des principaux fabricants de raquettes en bois et demeure le fournisseur officiel de balles du Tournoi de Wimbledon depuis 1902. Tenu de fournir les balles jusqu'à 2025, ce partenariat fait partie des plus longs et anciens partenariats jamais interrompus de l'histoire. Cette marque de sport britannique est une des plus vieilles marques de sports au monde.
Slazenger a été sponsor officiel de nombreux sportifs dont les plus connus sont le golfeur espagnol Severiano Ballesteros et les tennismans Björn Borg et Tim Henman.

## Histoire
La marque a été créée par Albert et Ralph Slazenger et s’est d’abord spécialisée dans l’équipement de tennis de pelouse, le cricket et le golf. Les quatre grands producteurs d’équipements sportifs de l’époque : Slazenger, Sykes, Gradidge et Ayres se sont réunis pour ne former qu’un après le bombardement aérien de Londres du 15 septembre 1940 qui a ravagé les usines Slazenger et Gradidge.
En 1959, Ralph Slazenger Jr. vends l'entreprise familiale à Dunlop Rubber (en).
En 1985, Dunlop Rubber est racheté par BTR plc (en), qui a forme un groupe sportif Dunlop Slazenger combinant Slazenger avec les produits de marque Dunlop Sport.
En 2004, Slazenger est rachetée par Sports Direct International.
John Newcombe, Ken Rosewall, Françoise Dürr, Guillermo Vilas, Björn Borg , Jimmy Connors ou encore Tim Henman ont joué avec des raquettes Slazenger.